# Тайцзыхэ (район)
Тайцзыхэ́ (кит. упр. 太子河, пиньинь Tàizǐhé) — район городского подчинения городского округа Ляоян провинции Ляонин (КНР). Район назван в честь протекающей по его территории реки Тайцзыхэ.

## История
В 1621 году правитель государства Поздняя Цзинь хан Нурхаци возвёл в этих местах Восточную столицу.
В 1980 году на этих землях был образован Пригородный район. В 1984 году он был переименован в Тайцзыхэ.

## Административное деление
Район Тайцзыхэ делится на 2 уличных комитета, 3 посёлка и 1 волость.

## Соседние административные единицы
Район Тайцзыхэ полностью окружает районы Байта и Вэньшэн, на востоке он граничит с районом Хунвэй, на севере — с городским уездом Дэнта, на юге на небольшом участке граничит с городским округом Аньшань. С остальных сторон район Тайцзыхэ граничит с уездом Ляоян.